# Hydna
Hydna (en grec ancien : Ὕδνα) ou Cyana de Scione (fl. 480 av. J.-C.) est une nageuse et plongeuse de la Grèce antique, à qui est attribuée la destruction d'une partie de la marine perse en 480 av. J.-C. au cours de la bataille de l'Artémision.

## Biographie
Après son arrivée en Grèce, le roi perse Xerxès Ier mouille ses navires au large du golfe Pagasétique, au mouillage des Aphètes, tandis que les Grecs sont basés de l'autre côté du détroit séparant le mont Pélion de l'île d'Eubée.
Selon Pausanias le Périégète, Scyllis et sa fille Hydna, deux nageurs et plongeurs émérites, se portent volontaires pour aider les forces grecques en allant couper les câbles des navires perses et enlever leurs ancres au cours d'une tempête, provoquant leur naufrage. Hydna avait été entraînée par son père.
Selon une autre version rapportée par Hérodote, qui n'évoque pas Hydna, Scyllis aurait travaillé pour les Perses en tant que plongeur, récupérant une grande partie des trésors qui avaient coulé au cours de la tempête. Désertant vers le camp grec, il aurait nagé sous l'eau depuis les Aphètes jusqu'à l'Artémision, peut-être à l'aide d'un tuba primitif ou d'un bateau volé, et aurait apporté aux Grecs des informations sur la flotte perse. Ce récit indique qu'il était un agent double grec dans la flotte perse, qu'il aurait sabotée et dont il aurait profité professionnellement avant de s'enfuir.
En reconnaissance de l'héroïsme dont ont fait preuve Hydna et son père, les Amphictyons leur ont dédié des statues à Delphes, le site le plus sacré du monde hellénistique. Pausanias le Périégète indique qu'« à côté de la statue de Gorgias se trouve une offrande votive des Amphictyons au père et à la fille » ; l'empereur romain Néron aurait emmené la statue d'Hydna au premier siècle de notre ère.
Quelques vers iambiques d'Eschrion de Samos parlent d'Hydna au Livre VII des Deipnosophistes d'Athénée : « Glaucos le marin devint amoureux d'Hydna, fille de Scyllos, le plongeur de Scione. »

## Culture populaire
Hydna apparaît dans le roman Adventure calls d'Elva Sophronia Smith (1954).

## Postérité
- Le sous-marin Cyana a été baptisé en son honneur.